# Hanabi
Hanabi – kooperacyjna gra karciana wydana w 2010 roku przez małe francuskie wydawnictwo Les XII Singes, a w 2012 roku w Niemczech przez Abacusspiele. Gra została laureatem nagrody Spiel des Jahres 2013. Polskim wydawcą gry jest Rebel. Gra jest niezależna językowo.
Gracze wcielają się w role właścicieli fabryk z fajerwerkami, którzy muszą współpracować, aby uratować przedstawienie przed klapą.

## Mechanika gry
W grze znajduje się 5 kolorów kart w numerach od 1 do 5. Celem gry jest uzbieranie wszystkich kart w odpowiednich kolorach i rosnącej kolejności. W przeciwieństwie do klasycznych gier karcianych każdy z graczy trzyma w ręce karty zwrócone w stronę pozostałych graczy w taki sposób, iż nie wie jakie karty posiada. Wiedzę na ich temat uzyskuje jedynie poprzez podpowiedzi uzyskane od innych graczy (w grze istnieje limit 9 podpowiedzi, które są odnawialne i oznacza się je za pomocą żetonów). Dozwolone są 3 akcje graczy:
- wyłożenie karty na stół – w przypadku, gdy karta nie pasuje, utracona zostaje jedna szansa,
- podpowiedź – wskazanie innemu graczowi wszystkich kart, o danej wartości lub kolorze, które ma w ręce,
- odrzucenie karty z gry – pozwala odzyskać jedną podpowiedź,